# Sulaflugsnappare
Sulaflugsnappare (Cyornis colonus) är en fågel i familjen flugsnappare inom ordningen tättingar.

## Utseende och läte
Sulaflugsnapparen är en anspråkslöst tecknad brun flugsnappare med rostrött på stjärt och övergump. Utmärkande är krokförsedd näbb, vit strupe och ljusgrå ostreckad undersida. Ungfåglar är ljusare ovan med beigefärgade kanter på vissa av fjädrarna. Fågeln har längre näbb och längre stjärt än hona vitbrynad flugsnappare. Den saknar vidare ljust i pannan och har helgrå undersida. Sången består av en dämpad fras med tunna och ljusa visslingar som faller mot slutet.

## Utbredning och systematik
Sulaflugsnapparen förekommer i Sulaöarna (Taliabu, Seho, Mangole and Sanana). Den behandlas numera som monotypisk, det vill säga att den inte delas in i några underarter. Tidigare inkluderades även banggaiflugsnapparen (C. pelingensis), men den urskiljs numera som egen art.

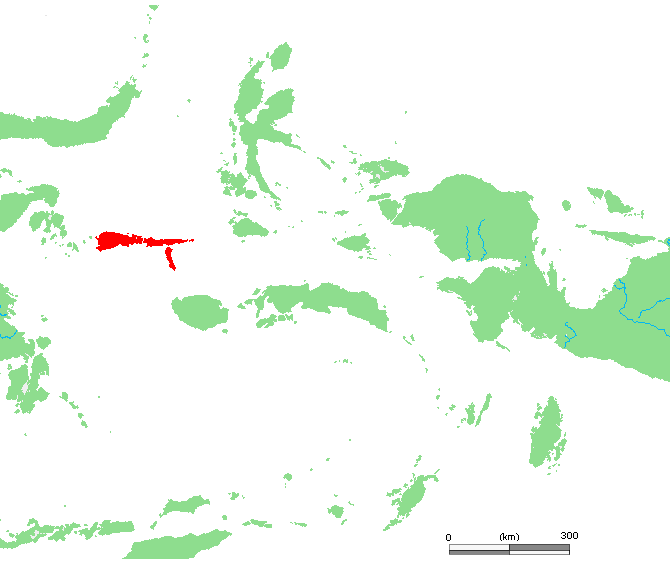
Fågeln är uppkallad efter indonesiska Sulaöarna, rödmarkerade på kartan, där den bland annat förekommer.

### Släktestillhörighet
Genetiska studier visar att vissa arter som tidigare placerades i släktet Rhinomyias istället är del av Cyornis. Sulaflugsnappare antas tillhöra den gruppen.

## Levnadssätt
Sulaflugsnapparen hittas i skuggiga områden i skogens undervegetation, även i stånd med bambu. Den ses i låglänta områden.

## Status
Arten har ett begränsat utbredningsområde och tros minska i antal. Internationella naturvårdsunionen IUCN kategoriserar den som nära hotad.